# Wendy Makkena
Wendy Rosenberg Makkena (Manhattan, Nueva York, 4 de octubre de 1958) es una actriz estadounidense. Se casó en 1997, tiene un hijo y vive en la ciudad de Nueva York.

## Trayectoria
Makkena empezó su carrera en 1986, apareciendo en la serie Santa Barbara. Su primer papel cinematográfico fue en Eight Men Out. Ha hecho algunas apariciones ocasionales en programas de televisión como House, Law & Order, Monsters, y NYPD Blue. En 1992 tuvo un papel importante en Sister Act como la tímida pero talentosa en el canto monja Mary Robert (aunque su voz fue puesta por Andrea Robinson), un papel que retomó en Sister Act 2: Back in the Habit.
Participó en algunos otros papeles en televisión hasta 1997, cuando apareció en Air Bud, siguiendo luego la película independiente Finding North (1998). Desde entonces, ha actuado en algunos programas de televisión como The Job, Oliver Beene, y Listen Up.
Entre sus papeles en Broadway figuran Lend Me a Tenor (1989) y Side Man (1998).

## Filmografía
| Año  | Película                            | Papel                | Notas     |
| ---- | ----------------------------------- | -------------------- | --------- |
| 1988 | Eight Men Out                       | Kate Jackson         |           |
| 1992 | Sister Act                          | Sister Mary Robert   |           |
| 1993 | Sister Act 2: Back in the Habit     | Sister Mary Robert   |           |
| 1994 | Camp Nowhere                        | Dra. Celeste Dunbar  |           |
| 1995 | The Whiskey Heir                    | Maggie               | Corto     |
| 1997 | The People                          | Jean Leary           |           |
| 1997 | Air Bud                             | Jackie Framm         |           |
| 1998 | Finding North                       | Rhonda Portelli      |           |
| 1999 | 4 a.m.: Open All Night              | Woman                | Corto     |
| 2003 | NCIS                                | Dr. Rachel Cranston  | 2011-2014 |
| 2004 | Noise                               | Del                  |           |
| 2009 | State of Play                       | Greer Thornton       |           |
| 2017 | The Discovery                       | Mom                  |           |
| 2018 | Wonderland                          | Sandy Tanner         |           |
| 2019 | The Tomorrow Man                    | Beverly St. Michaels |           |
| 2019 | A Beautiful Day in the Neighborhood | Dorothy              |           |